# Красне Село (Калінінградська область)
Красне Село (рос. Красное Село) — селище Німанського району, Калінінградської області Росії. Входить до складу Німанського міського поселення.
Населення —  116 осіб (2015 рік). 